# Zygoceropsis spinipennis
Zygoceropsis spinipennis là một loài bọ cánh cứng trong họ Cerambycidae.